# David Heidenreich
David Heidenreich (Ústí nad Labem, 24 giugno 2000) è un calciatore ceco, difensore dello Hradec Králové.

## Carriera

### Club
Nel 2016 l'Atalanta lo acquista dal Teplice; trascorre le successive quattro stagioni nelle giovanili del club bergamasco, con cui vince anche per due volte il Campionato Primavera. Fa poi il suo esordio tra i professionisti nel 2020 proprio con il Teplice, dove si trasferisce in prestito per la stagione 2020-2021, nella quale segna un gol in 9 presenze nella prima divisione ceca; l'anno seguente torna invece a giocare in Italia: trascorre infatti la stagione 2021-2022 in prestito alla SPAL, con cui gioca 3 partite nel campionato di Serie B. Nell'estate del 2022 viene invece ceduto in prestito al Jablonec, altro club della prima divisione ceca, con cui gioca 20 partite. Nell'estate del 2023 viene ceduto a titolo definitivo allo Hradec Králové, sempre nel medesimo campionato.

### Nazionale
Ha giocato nelle nazionali giovanili ceche Under-17, Under-18, Under-19 ed Under-20, partecipando anche ad un'edizione degli Europei Under-17 e ad un'edizione degli Europei Under-19.

## Statistiche

### Presenze e reti nei club
Statistiche aggiornate al 15 aprile 2023.
| Stagione        | Squadra         | Campionato      | Campionato | Campionato | Coppe nazionali | Coppe nazionali | Coppe nazionali | Coppe continentali | Coppe continentali | Coppe continentali | Altre coppe | Altre coppe | Altre coppe | Totale | Totale |
| Stagione        | Squadra         | Comp            | Pres       | Reti       | Comp            | Pres            | Reti            | Comp               | Pres               | Retin              | Comp        | Pres        | Reti        | Pres   | Reti   |
| --------------- | --------------- | --------------- | ---------- | ---------- | --------------- | --------------- | --------------- | ------------------ | ------------------ | ------------------ | ----------- | ----------- | ----------- | ------ | ------ |
| 2020-2021       | Teplice         | 1L              | 9          | 1          | CRC             | 1               | 0               | -                  | -                  | -                  | -           | -           | -           | 10     | 1      |
| 2021-2022       | SPAL            | B               | 3          | 0          | CI              | -               | -               |                    | -                  | -                  |             | -           | -           | 3      | 0      |
| 2022-2023       | Jablonec        | 1L              | 20         | 0          | CRC             | 1               | 0               | -                  | -                  | -                  | -           | -           | -           | 21     | 0      |
| Totale Carriera | Totale Carriera | Totale Carriera | 32         | 1          |                 | 2               | 0               |                    | -                  | -                  |             | -           | -           | 34     | 1      |

## Palmarès

### Club

#### Competizioni giovanili
- Campionato Primavera: 2

Atalanta: 2018-2019, 2019-2020
- Supercoppa Primavera: 1

Atalanta: 2019
- Torneo Città di Arco: 1

Atalanta: 2017
- Torneo Internazionale Maggioni-Righi: 1

Atalanta: 2017